# Dagua
Dagua je rijeka u Kolumbiji. Ulijeva se u Tihi ocean.